# الإجهاض في لاتفيا
الإجهاض في لاتفيا قانوني ومتاح عند الطلب خلال الأسابيع الـ 12 الأولى من الحمل؛ ولأسباب طبية حتى 22 أسبوعًا. بينما كانت لاتفيا جمهورية تابعة للاتحاد السوفيتي، كانت عمليات الإجهاض تنظمها حكومة الاتحاد السوفيتي. لدى حكومة لاتفيا «نظام مراقبة» يسمح لها بجمع معلومات عن عدد عمليات الإجهاض التي يتم إجراؤها.

## تاريخ
من 21 يوليو 1940, عُرفت لاتفيا باسم جمهورية لاتفيا الاشتراكية السوفياتية واتبعت قوانين الإجهاض في الاتحاد السوفيتي (اتحاد الجمهوريات الاشتراكية السوفياتية). في 27 يونيو 1936, حظر الاتحاد السوفياتي عمليات الإجهاض ما لم يكن هناك خطر على حياة الأم أو أن يرث الطفل مرضًا خطيرًا من الوالدين. بموجب هذا القانون، كان من المفترض إجراء عمليات الإجهاض في دور التوليد والمستشفيات، والأطباء الذين تجاهلوا ذلك معرضون للسجن لمدة عام إلى عامين.
في 23 نوفمبر 1955, أصدرت حكومة الاتحاد السوفياتي مرسومًا يسمح بإجراء عمليات الإجهاض عند الطلب. في وقت لاحق من ذلك العام، تم تقييد الإجهاض بحيث لا يمكن إجراؤه إلا في الأشهر الثلاثة الأولى من الحمل، إلا إذا كانت الولادة تعرض الأم للخطر. كان على الأطباء إجراء عمليات الإجهاض في المستشفيات، وما لم تكن الأم في خطر، يتم فرض رسوم. إذا لم يتم إجراء الإجهاض في المستشفى، فسيتم سجن الطبيب لمدة عام. إذا لم يكن الشخص الذي أجرى الإجهاض حاصلاً على شهادة طبية، فسيتم سجنه لمدة عامين. إذا حدثت إصابات خطيرة أو وفاة امرأة حامل، فسيكون هناك ما يصل إلى ثماني سنوات من السجن.
كانت حكومة اتحاد الجمهوريات الاشتراكية السوفياتية قلقة بشأن معدل عمليات الإجهاض غير القانونية، وحاولت تقليل حدوثها. في 31 ديسمبر 1987, أعلن الاتحاد السوفيتي أنه سيسمح للعديد من المؤسسات الطبية بإجراء عمليات الإجهاض حتى الأسبوع الثامن والعشرين من الحمل. حدثت عمليات الإجهاض بشكل متكرر وفي عام 1996, حدثت 44.1 حالة إجهاض لكل 1,000 ولادة في لاتفيا.
وجد مسح الخصوبة والأسرة في عام 1995 أن 30٪ من النساء في سن 25 قد أجهضن. نظرًا لارتفاع معدل الإجهاض، تشجع حكومة لاتفيا على المزيد من الولادات. اعتبارًا من عام 2013, يمكن إجراء الإجهاض دون طلب حتى الأسبوع الثاني عشر من الحمل، ويمكن طلبه حتى الأسبوع الثامن والعشرين.
تم إطلاق حملة باسم «من أجل الحياة» ("Par dzīvību" باللغة اللاتفية) لتقليل عدد حالات الإجهاض في لاتفيا. في عام 1991, كان هناك 34,633 ولادة و 44,886 حالة إجهاض، ولكن هذا العدد آخذ في الانخفاض منذ عام 1999. في عام 2011, تم إجراء حوالي 7,000 عملية إجهاض.
اعتبارًا من 2010, بلغ معدل الإجهاض 15.6 حالة إجهاض لكل 1,000 امرأة تتراوح أعمارهن بين 15 و 44 عامًا.
تم تسجيل الميفبريستون (الإجهاض الدوائي) في عام 2002.